# Young Girl (canción de Gary Puckett & The Union Gap)
«Young Girl» es una canción interpretada por Gary Puckett & The Union Gap lanzada en 1968. La canción logró entrar en el Billboard Hot 100 en el puesto #2 y en Cash Box en el puesto #1.

## Otras interpretaciones
- Fue interpretada por ABBA por la cantante Anni-Frid Lyngstad fue interpretada en la versión sueca titula "Jag är mig själv nu" (con letra de Marie Bergman) en su álbum Frida Ensam.[2]
- Es cantada por Danny Tanner  en el episodio Full House.
- En la serie Glee en capítulo "Ballad" (emitodo el 18 de noviembre de 2009), hacen una mezcla con "Don't Stand So Close to Me" por The Police. The lines: "Young girl, get out of my mind / My love for you is way out of line" were changed to "Young girl, you're out of your mind / Your love for me is way out of line".

## Sucesión
| Predecesor:                          | Sencillos número uno (Reino Unido) 22 de mayo de 1968 4 semanas | Sucesor: "Jumpin' Jack Flash" de Rolling Stones |
| Predecesor: "Valleri" by The Monkees | Cash Box Top 100 singles 13 de abril de 1968                    | Sucesor: "Honey" by Bobby Goldsboro             |